# 32250 Karthik
32250 Karthik este o planetă minoră (asteroid), cu un diametru de 6,196 km, din centura de asteroizi. A fost descoperită pe 30 iulie 2000 la Experimental Test Site⁠(d) de Lincoln Near-Earth Asteroid Research. 
Obiectul prezintă o orbită caracterizată de o semiaxă mare de 3,0804506 UAi, o excentricitate de 0,09, o înclinație de 9,31753 ° în raport cu ecliptica.